# ウリセス・ガルシア
ウリセス・ガルシアことウリセス・アレキサンドレ・ガルシア・ロペス（1996年1月11日 - ）はポルトガル・アルマダのサッカー選手。スイス代表。リーグ・アン・オリンピック・マルセイユに所属している。ポジションはDF。

## クラブ経歴
2013-14シーズンにグラスホッパーのトップチームに昇格し、2014年5月18日のFCシオン戦で18歳にしてスイス・スーパーリーグデビューを果たした。
2015年5月26日、ブンデスリーガのヴェルダー・ブレーメンに3年契約で移籍した。
2017-18シーズンはルドビク・アウグスティンソンとの定位置争いに勝てず、1.FCニュルンベルクにレンタル移籍をした。
ニュルンベルクでの半年間のローンでも出場できたのはわずか38分のみに終わり、2018年夏にキャリア再開のために母国スイスのBSCヤングボーイズに加入した。加入後は質の高いプレーを見せ、攻撃面で大きな貢献（195試合で12ゴール40アシスト）を果たして4回のリーグ制覇と2回のカップ戦優勝に大きく貢献した。
スイスで実力をつけたガルシアにはRCランスも興味を示したが、ランスは2023年夏にフェトゥ・マウアサ、24年冬にジョアンネル・チャベスをチームに向かい入れたためランスへの移籍は実現しなかった。
最終的にサウジアラビアのアル・ヒラルに移籍したブラジル代表のレナン・ロディの後釜として、リーグ・アンのオリンピック・マルセイユに4年半の契約で移籍した。

## タイトル

### クラブ
BSCヤングボーイズ
- スイス・スーパーリーグ : 4回
  - 2018-19, 2019-20, 2020-21, 2022-23
- スイス・カップ : 2回
  - 2019-20, 2022-23

### 個人
- スイス・スーパーリーグ・アシスト王 : 1回
  - 2022-23
- スイス・スーパーリーグ・チーム・オブ・ザ・イヤー : 4回
  - 2018-19, 2019-20, 2020-21, 2021-22